# Mohammad Jafar Salmasi

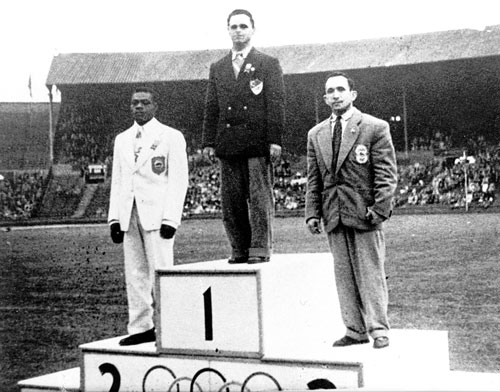
Jafar Salmasi (rechts) bei der olympischen Siegerehrung 1948

Mohammad Jafar Salmasi (* 22. September 1918 in Teheran; † 31. Januar 2000 ebenda; persisch محمد جعفر سلماسی) war ein iranischer Gewichtheber und Teilnehmer an den Olympischen Sommerspielen 1948 in London.
Bei den Olympischen Sommerspielen 1948 in London gewann er in seiner Gewichtsklasse (60 kg) die Bronzemedaille und stellte dabei in der Kategorie Reißen mit 100 kg einen neuen olympischen Rekord auf. Mohammad Jafar Salmasi gewann in dieser Disziplin die Goldmedaille bei den Asienspielen des Jahres 1951, die in Neu-Delhi stattfanden.
Im Jahr 2000 starb der iranische Athlet, der die erste Medaille eines iranischen Sportlers bei Olympischen Sommerspielen gewann, im Alter von 81 Jahren in Teheran.